# 1987 UR
1987 UR är en asteroid i huvudbältet som upptäcktes den 22 oktober 1987 av de båda japanska astronomerna Takeshi Urata och Kenzo Suzuki i Toyota.
Asteroiden har en diameter på ungefär 10 kilometer.